# Kasteel van Vilhonneur
Het Kasteel van Vilhonneur (Frans: Château de Vilhonneur) is een kasteel in de Franse gemeente Vilhonneur. Het kasteel is een beschermd historisch monument sinds 1966.